# Коров'яча віспа
Коров'яча віспа (англ. cowpox, також іноді англ. spontaneous cowpox) — інфекційне захворювання вірусної природи, яке спричинює відповідний вірус, що входить до роду Orthopoxvirus. Цей вірус може передаватися від тварин до людини.
Захворювання вперше спостерігалося у доярок, які торкалися вим'я інфікованих корів і в них розвивалися на руках пустули. Віспа у корів являє собою доброякісну місцеву хворобу, яка виявляється виключно на вимені. Звичайно вона з'являється навесні у молодих дійних або корів, що недавно отелилися. Наразі зменшення ручної дойки із заміною машинною призвело до значного зниження захворюваності людей.
Той, хто перехворів на коров'ячу віспу, набуває стійкий довічний імунітет, що захищає його не тільки від повторного захворювання, а також від захворювання на натуральну віспу, що було помічено ще в Середньовіччя. Це спостереження втілив у практику Едвард Дженнер, який розробив методику щеплення натуральної віспи і вперше застосував її 14 травня 1796 року. Саме тоді були закладені наукові та практичні основи імунопрофілактики інфекційних хвороб, що призвела, зокрема, до світової ліквідації натуральної віспи в 1978 році.

## Етіологія
Вірус коров'ячої віспи — великий, складний, має чітку оболонку, належить до родини Poxviridae. Він має лінійний, дволанцюговий ДНК-геном завдовжки приблизно 190 тисяч пар основ, який кодує приблизно 250 генів. Розміри віріона становлять приблизно 360 × 270 × 250 нм, із масою приблизно 5–10 фемтограм. Має 6 підвидів. Це робить коров'ячу віспу одним із найскладніших відомих вірусів. Близько 100 цих генів створюють можливість вивчення ключових ланок імунної системи людини, даючи підказки про те, чому близька до коров'ячої натуральна віспа дуже смертельна. Вірус коров'ячої віспи, який використовується для вакцинації проти натуральної віспи, через проведену штучну селекцію досить відрізняється від вірусу коров'ячої віспи, що циркулює в дикій природі, тому вважатися вже окремим вірусом — вірус вакцини, англ. Vaccinia virus. У 1913 році Е. Штейнхардт, С. Ізраїль і Р. А. Ламберт виростили вірус вісповакцини на фрагментах культури тканин рогівки свині.

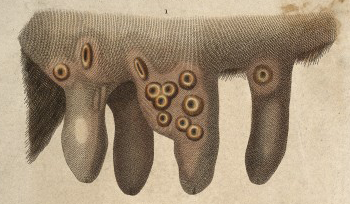
Ураження на коров'ячому вимені

## Епідеміологічні особливості
У людей це захворювання зустрічається у XXI столітті зрідка й уражає майже виключно доярок, які в процесі ручного доїння безпосередньо контактують з коров'ячим вим'ям, роздавлюючи наявні на ньому віспини і механічно втираючи їх вміст собі в шкіру. Відповідно механізм передачі інфекції — контактний. Відомі випадки, коли передача відбувалася після травми, які завдавали рогом корови. Від людини до людини коров'яча віспа не передається. Джерелом вірусу є лісові гризуни, зокрема, полівки. Домашні кішки заражаються від цих гризунів, і, своєю чергою, передають її коровам.

## Клінічні ознаки
Інкубаційний період триває 8-12 днів. Початком хвороби є поява на шкірі пальців рук і долонь везикул до 20-30 мм у діаметрі з типовим для натуральної віспи пупкоподібним вдавлюванням у центрі. Число елементів відносно невелике, не більше десятка. Елемент еволюціонує типово для справжніх віспин: до 7-8-го дня захворювання везикули розкриваються, їхній вміст підсихає та утворює корочку, яка відпадає ще через 1-2 тижні. Пустули не утворюються, рубців на шкірі не залишається. Поява везикул зазвичай не супроводжується загальною інтоксикацією; температура тіла залишається нормальною. У деяких хворих може спостерігатися незначно виражена інтоксикація, субфебрилітет, легке нездужання. З огляду на локалізацію везикул на руках вони іноді можуть пошкоджуватися, нерідко інфікуються, нагноюються, при цьому везикули перетворюються на пустули. Пустули нерідко болючі, загоюються повільніше і з утворенням рубців.
Перебіг захворювання практично  завжди легкий і доброякісний, прогноз сприятливий, але може стати фатальним у пацієнтів з імунодепресією.

## Діагностика
Типова клінічна картина, професійний анамнез (доїння корів) і наявність у господарстві корів, хворих на коров'ячу віспу, дозволяють поставити діагноз.
Диференціювати іноді доводиться з несправжньою коров'ячою віспою (лат. variola vaccina falsa; синоніми: червона вакцина, паравакцина, вузлики доярок) — інфекційною хворобою, яку спричинює вірус паравакцини, що передається людині контактним шляхом від великої рогатої худоби, овець і кіз. Паравакцина характеризується утворенням безболісних червоних папул на шкірі рук. Везикульозний висип для несправжньої коров'ячої віспи нехарактерний.

## Лікування
Етіотропної терапії не розроблено. Застосовується обробка везикул місцевими антисептичними засобами. При нагноєнні везикул застосовують антибіотики, активні проти гноєтворної флори: напівсинтетичні пеніциліни, цефалоспорини, макроліди парентерально або всередину.

## Профілактика
Неспецифічна профілактика: використання доярками рукавичок при доїнні корів, хворих на коров'ячу віспу. Миття рук і обробка їх дезінфекційними розчинами після доїння. Ізоляція та лікування хворих корів. Специфічна профілактика не розроблена.

## У тварин
Прояви у котів включають пустульозні ураження на морді, шиї, передніх і задніх лапах, і, рідше, пошкодження верхніх дихальних шляхів. Схожу клінічну картину має контагіозна ектима, на яку теж можуть хворіти люди.